# Theretra javanica
Theretra javanica är en fjärilsart som beskrevs av Rothschild 1894. Theretra javanica ingår i släktet Theretra och familjen svärmare. Inga underarter finns listade i Catalogue of Life.